# Петър Ангелов (историк)
Вижте пояснителната страница за други личности с името Петър Ангелов.
Петър Димитров Ангелов е български историк, медиевист.

## Биография
Петър Ангелов е роден на 28 декември 1951 година в София. Син на византолога академик Димитър Ангелов (1917 – 1996).
Доктор по история с дисертация на тема „Българо-сръбските политически отношения през XIV век“ (1978), доктор на историческите науки с дисертация на тема „Българите през погледа на византийците VII-XIV век“ (1998). Професор по средновековна история в Софийския университет „Св. Климент Охридски“ (1999). От 1994 до 2003 година е ръководител на Катедрата по българска история в Софийския университет.
От 1981 до 1989 година е секретен сътрудник на Държавна сигурност.
Умира на 20 март 2025 година.

### Книги
- Българската средновековна дипломация. С., 1988, 196 с. (монография).
- България и българите в представите на византийците. С., 1999, 285 с. (монография).
- История на българите. Т. 1. (Дял I: държава, икономика, институции, образи на българите, дипломация, политическа история – 200 стр. са на П. Ангелов). Изд. Труд, С., 2003.

### Статии и студии
- Към въпроса за Стратегикона на Псевдомаврикий като исторически извор. – В: Студентски проучвания, Т. 1, 1973, 91 – 107.
- Сведения на Псевдосфранцес за българската история. – Векове, 3, 1979, 17 – 22.
- Грамотите на Стефан Душан за манастира „Св. Никола Мрачки“ и българо-сръбските отношения. – Исторически преглед, 1, 1979, 109 – 116.
- Болгаро-сербские политические отношения в годы правления царя Феодора Святослава и короля Стефана Милутина. – Etudes Balkaniques 4, 1979, 108 – 117.
- Българо-сръбските отношения при царуването на Иван Александър (1331 – 1371) и Стефан Душан (1331 – 1355). – ГСУ-ИФ, 72, 1978, С., 1982, 95 – 118.
- Названията „България“ и „българи“ в титулатурата на сръбските крале от ХIV в. – Векове, 2, 1979, 48 – 54.
- Демографският облик на град Охрид (ХIII-ХIV в.). – Векове, 5, 1981, 16 – 22.
- Житието на Стефан Дечански от Григорий Цамблак в сръбските родослови и летописи. – В: Търновска книжовна школа, 3, 1980, 347 – 351.
- София в старобългарската книжнина. – В: Средновековният български град, С., 1980, 365 – 371.
- Образуването на българската държава в съвременната българска медиевистика. – ВИСб., 1, 1980, 3, 71 – 84.
- Болгарская история в сербских родословных текстах и летописях (IХ-ХIV вв.). – Palaeobulgarica 2, 1981, 19 – 34.
- A propos des relations politiques bulgaro-serbes sous le regne de Ivan Asen II (1218 – 1241). – Etudes balkaniques 4, 1981, 124 – 132.
- Военните договори на Първата българска държава. – ВИСб., 1, 1981, 54 – 68.
- Военните договори на Втората българска държава. – ВИСб., 6, 1985, 87 – 105.
- България и балканските военни съюзи срещу турския нашественик. – ВИСб., 4, 1982, 126 – 139.
- La diplomatie medievale bulgare. – BHR, 4, 1982, 67 – 83.
- България и Сърбия в борбата срещу османските нашественици. – В: България и Балканите 681 – 1981, С., 1983, 164 – 172.
- Югозападните български земи в политиката на цар Иван Александър. – Векове, 4, 1983, 32 – 42.
- Principles of Bulgarian medieval diplomacy. – Palaeobulgarica 3, 1985, 11 – 26.
- Роль дипломации в создание и укреплении болгарского государства. – В: Этносоциальная и политическая структура раннефеодальных славянских государств и народностей, М., 1987, 174 – 180.
- Дипломацията на славяни и прабългари (VI-VII в.). – Векове, 3, 1986, 25 – 32.
- Наемничеството в средновековна България. – ВИСб., 6, 1987, 3 – 18.
- Българските средновековни пратеничества. – Векове, 2, 1987, 5 – 17.
- Ролята на християнството в развитието на средновековната българска дипломация. – ГСУ, Научен център за славяно-византийски проучвания „Иван Дуйчев“, 1, 1987, 73 – 88.
- Историческият аргумент в средновековната българска дипломация. – Palaeobulgarica, XII, 2, 1988, 45 – 53.
- Идеята за етническата близост между българи и сърби в навечерието на османското завоевание. – ГСУ, Център за славяно-византийски проучвания „Иван Дуйчев“, Т., 19 – 26.
- Военна сила и дипломация в средновековна България. – ВИСб., 5, 1990, 3 – 13.
- Фактори за появата на кризисни явления в средновековна България. – В: Кризата в Историята. С., 1991, 28 – 37.
- Българите през погледа на византийците. – История, 1, 1993, 19 – 35.
- Българите в Македония през средните векове. – Мак. преглед, 1, 1994, 27 – 50.
- The Bulgarians through the eyes of the Byzantines. – BHR, 4, 1994, 18 – 33.
- Владетелите на езическа България през погледа на византийците. – Известия на Националния център по военна история, Т. 56, 1994, 3 – 26.
- Ролята на средновековния български владетел в дипломацията. – В: Личността в историческото развитие. Алтернативата в историята. С., 1995, 9 – 16.
- България между Рим и Константинопол. – В: Личността в историята. Алтернативата в историята. С., 1995, 99 – 104.
- Княз Борис I през погледа на византийците. – Минало, 1, 1995, 23 – 32.
- Отношенията между балканските държави отразени в грамотите на манастира Зограф от ХIV в. – В: Светогорската обител Зограф, 1, С., 1995, 33 – 41.
- Цар Самуил и неговите наследници през погледа на византийците. – Мак. преглед, 2, 1996, 141 – 155.
- Образа на врага в разказа на зографските мъченици. – В: Светогорската обител Зограф, 2, 1996, 191 – 197.
- Как е изглеждал средновековният българин в очите на византийците. – В: История на българите: потребност от нов подход, преоценки, II част, С., 1998, 75 – 111.
- Византийците през погледа на средновековния българин. – В: Сб. Балканското културно наследство и Визания. С., 2001.